# 霍羅迪謝 (鮑里斯皮爾區)
50°16′5″N 30°59′53″E / 50.26806°N 30.99806°E
霍羅迪謝（烏克蘭語：Городище）是位於烏克蘭北部的村莊，由基辅州鲍里斯皮尔区的鲍里斯皮尔市镇負責管轄。該村始建於1926年，面積0.95平方公里，海拔高度111米，2023年人口311，人口密度每平方公里328.4人。
1. ↑  admin. . 2024-05-13  [2025-06-10] （乌克兰语）.